# Zelena koalicija
Zelena koalicija je bila slovenska neparlamentarna politična stranka. Zeleno koalicijo sta tvorila Zeleni progres in Zelena stranka ter civilne iniciative, posamezna okoljevarstvena društva in posamezniki, ki so aktivni v teh društvih.
Predsednik stranke je bil Franc Černagoj. 
Stranka je sodelovala na državnozborskih volitvah v Sloveniji leta 2008.